# Saltos ornamentais no Campeonato Europeu de Esportes Aquáticos de 2018 - Plataforma 10 m sincronizado misto
A prova da plataforma 10 m sincronizado misto dos saltos ornamentais no Campeonato Europeu de Esportes Aquáticos de 2018 ocorreu no dia 11 de agosto no Royal Commonwealth Pool, em Edimburgo no Reino Unido. 

## Calendário
| Fase  | Data         | Hora  |
| ----- | ------------ | ----- |
| Final | 11 de agosto | 15:30 |

Todos os horários estão no horário local (UTC+0)

## Medalhistas
| Ouro                                          | Prata                                  | Bronze                                        |
| Rússia · Nikita Shleikher · Yulia Timoshinina | Reino Unido · Matty Lee · Lois Toulson | Alemanha · Florian Fandler · Christina Wassen |

## Resultados
Esses foram os resultados da competição. 
| Pos.              | Nacionalidade | Saltadores                         | Pontos | Pontos | Pontos | Pontos | Pontos | Pontos | Pontos |
| Pos.              | Nacionalidade | Saltadores                         | T1     | T2     | T3     | T4     | T5     | Total  |        |
| ----------------- | ------------- | ---------------------------------- | ------ | ------ | ------ | ------ | ------ | ------ | ------ |
| Medalha de ouro   | Rússia        | Nikita Shleikher Yulia Timoshinina | 49.20  | 49.20  | 62.10  | 74.25  | 74.88  | 309.63 |        |
| Medalha de prata  | Reino Unido   | Matty Lee Lois Toulson             | 48.00  | 48.60  | 72.00  | 63.36  | 75.84  | 307.80 |        |
| Medalha de bronze | Alemanha      | Florian Fandler Christina Wassen   | 43.80  | 48.00  | 72.96  | 48.60  | 65.28  | 278.64 |        |
| 4                 | Itália        | Noemi Batki Maicol Verzotto        | 49.20  | 46.80  | 59.40  | 61.44  | 58.56  | 275.40 |        |
| 5                 | Ucrânia       | Oleh Serbin Valeriia Liulko        | 47.40  | 45.00  | 56.64  | 58.50  | 38.40  | 245.94 |        |